# Sergente
Sergente è un grado militare impiegato dalla maggioranza delle forze armate, forze di polizia e da altre organizzazioni in uniforme del mondo.

## Origine del termine
L'etimologia è incerta. Secondo alcune fonti deriva dal termine sergent, coniato nella lingua francese e di origine latina, dal participio presente del verbo servire, serviente, ovvero colui che serve.
Secondo altre fonti il termine deriva dalla contrazione di signore e gente, oppure in serra gente, incarico degli uomini d'ala degli schieramenti di fanteria che dovevano impedire la dispersione delle file sotto l'urto diretto del nemico o del fuoco avversario.
Il termine "sergente" viene utilizzato dallo storico Marc Bloch all'interno del suo celebre testo "La società feudale" per indicare quel corpo di cavalleria che, nonostante l'utilizzo del cavallo in guerra, era equipaggiato più alla leggera rispetto alla più elevata classe dei combattenti, i quali potevano invece disporre di un armamento completo.
Il termine sergente è citato da Brunetto Latini ne Il Tesoretto, del XIII secolo, per indicare un sottoposto:
o corredo bandito,

fa'l provedutamente,

che non falli neente:

di tutto inanzi pensa;

e quando siedi a mensa,

non far un laido piglio,

non chiamare a consiglio

sescalco né sergente,

ché da tutta la gente

sarai scarso tenuto

e non ben proveduto.»
(Brunetto Latini, Il Tesoretto, versi 1551-1562)
Nel 1540 Francesco Guicciardini cita il termine sergente come grado militare nella Storia d'Italia (libro 13, capitolo 4). Per molti secoli comunque il grado di sergente fluttua da quello di ufficiale a quello di graduato di truppa.

## Nel mondo
Nelle forze armate di alcuni Paesi (Italia, USA e Regno Unito ad esempio), la figura del "sergente" (in quanto questa è la qualifica che più di ogni altra evoca il sottufficiale) riveste grande importanza ed è il vero perno all'interno dei reparti attorno al quale ruota la loro efficienza.
Di seguito è riportata una lista dell'equivalente del grado per le principali forze armate mondiali:
| ArgentinaSargento AustraliaSergeant BulgariaSergiant(dopo 1946),(Podoficer 1878-1946) CanadaSergeant FinlandiaKersantti FranciaSergent GermaniaFeldwebel | GreciaLochias; Λοχίας IndiaDaffadar ed Havildar IranSarjukhe IrlandaSergeant IsraeleRav samál, רב-סמ"ל PoloniaSierżant | Regno UnitoSergeant SingaporeSergeant SpagnaSargento SveziaSergeant Stati UnitiSergeant [1] TurchiaÇavuş |

### Italia
Nelle forze armate italiane il sergente è il primo grado della categoria dei sottufficiali; il grado omologo di vicebrigadiere nell'Arma dei Carabinieri e nelle forze di polizia a ordinamento militare è il primo grado del ruolo sovrintendenti.

#### Aeronautica
Il sergente è il primo grado del ruolo sergenti dell'Aeronautica Militare, superiore del primo aviere capo scelto qualifica speciale e subordinato al sergente maggiore. Il distintivo di grado del sergente è costituito da un gallone ed un galloncino entrambi dorati.

#### Esercito
Il sergente è il primo grado del ruolo sergenti dell'Esercito, superiore al caporal maggiore capo scelto qualifica speciale e subordinato al sergente maggiore. Il distintivo di grado del sergente è costituito da un gallone dorato con un filetto nero. Il grado è equivalente al codice di grado NATO OR-5. Nei documenti ufficiali è abbreviato Serg..

#### Marina
Il sergente è il primo grado del ruolo sergenti della Marina Militare, superiore del sottocapo aiutante e subordinato al secondo capo. Il distintivo di grado del sergente è costituito da un gallone ed un baffo dorati. Il grado è stato istituito nella Regia Marina nel 1938 in sostituzione del grado di Funzionante secondo capo.

#### Carabinieri e Guardia di Finanza
Nell'Arma dei Carabinieri e nella Guardia di Finanza il grado omologo è vicebrigadiere, superiore ad appuntato scelto qualifica speciale e inferiore a brigadiere. Nelle forze di polizia ad ordinamento civile la qualifica corrispondente è vice sovrintendente.

Distintivo di grado per controspallina di sergente dell'Esercito Italiano
Distintivo di grado per controspallina di sergente paracadutista dell'Esercito
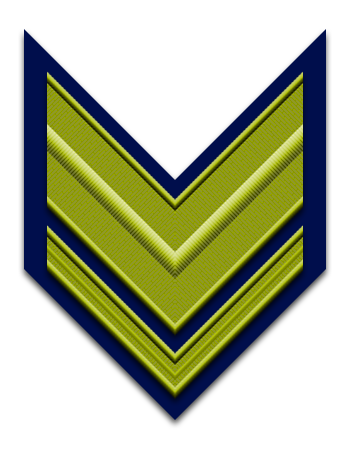
Distintivo di grado per spallino di sergente dell'Aeronautica Militare
Distintivo di grado per spallino di sergente della Marina Militare

##### Corrispondenze
Le corrispondenze del ruolo sergenti nelle forze armate italiane
| Stato servizio                                                             | Esercito Italiano          | Marina Militare       | Aeronautica Militare       | Carabinieri                        |
| -------------------------------------------------------------------------- | -------------------------- | --------------------- | -------------------------- | ---------------------------------- |
| durante il corso di formazione                                             | allievo sergente           |                       |                            | allievo sovrintendente             |
| al termine del corso di formazione                                         | sergente                   | sergente              | sergente                   | vicebrigadiere                     |
| dopo 4 anni nel grado inferiore                                            | sergente maggiore          | secondo capo          | sergente maggiore          | brigadiere                         |
| dopo 5 anni nel grado inferiore                                            | sergente maggiore capo     | secondo capo scelto   | sergente maggiore capo     | brigadiere capo                    |
| Dopo 3/4/5/6 anni nel grado precedente (in base all'anzianità da sergente) | sergente maggiore aiutante | secondo capo aiutante | sergente maggiore aiutante | brigadiere capo qualifica speciale |

### Egitto
Nelle forze armate egiziane la denominazione del grado è Rāqīb (in arabo رقيب ‎? ed esistono due livelli di grado del ruolo sergenti: Primo sergente (in arabo رقيب أول‎? traslitterato: Rāqīb 'awwāl) e sergente (in arabo رقيب ‎? traslitterato: Rāqīb); il grado è comune all'esercito, alla Marina e all'Aeronautica egiziana.
| Esercito egiziano                 | Esercito egiziano      | Marina militare egiziana          | Marina militare egiziana | Aeronautica militare egiziana     | Aeronautica militare egiziana |  |
| Primo sergente                    | sergente               | Primo sergente                    | sergente                 | Primo sergente                    | sergente                      |  |
| in arabo رقيب أول‎? (Rāqīb 'awwāl) | in arabo رقيب‎? (Rāqīb) | in arabo رقيب أول‎? (Rāqīb 'awwāl) | in arabo رقيب‎? (Rāqīb)   | in arabo رقيب أول‎? (Rāqīb 'awwāl) | in arabo رقيب‎? (Rāqīb)        |  |
| --------------------------------- | ---------------------- | --------------------------------- | ------------------------ | --------------------------------- | ----------------------------- |  |
|                                   |                        |                                   |                          |                                   |                               |  |

### Finlandia
Nelle forze armate finlandesi esistono tre gradi distinti del ruolo sergenti: il grado è Ylikersantti/Översergeant, secondo la dizione (finlandese) o  (svedese), letteralmente Primo sergente, che corrisponde nelle forze armate italiane al sergente maggiore dell'Esercito e dell'Aeronautica e al secondo capo della Marina Militare, il sergente (Kersantti/Sergeant) e il secondo sergente (Alikersantti/Undersergeant), letteralmente sottosergente, che corrisponde nelle forze armate italiane al caporal maggiore dell'Esercito, al Primo aviere dell'Aeronautica e al sottocapo della Marina Militare, ma diversamente dalle forze armate italiane dove il grado corrispondente al Sottosergente fa parte della truppa, nelle forze armate finlandesi il grado fa parte della categoria dei sottufficiali.

### Grecia
Nell'esercito il grado corrispondente è Lochias (greco: Λοχίας) che nella comparazione dei gradi della NATO corrisponde al livello del sergente maggiore dell'Esercito Italiano. Nell'Aeronautica militare della Grecia il grado corrispondente è Κληρωτός Σμηνίας (Klirotos Sminias) omologo sergente dell'Aeronautica militare italiana mentre i gradi di Σμηνίας (Sminias) e di Επισμηνίας (Episminias) sono omologhi al sergente maggiore  al sergente maggiore capo. Nella Marina Ellenica il grado Κελευστής (Kelefstis) su tre livelli funzionali omologo del secondo capo della Marina Militare. Il termine Kelefstis indica genericamente il sottufficiale di Marina; il gradi superiori sono Επικελευστής (Epikelefstis), omologo del secondo capo scelto della Marina Militare, su due livelli funzionale contraddistinti dalla presenza di uno o due bilancieri nella mostrina, ed Αρχικελευστής (Archikelefstis), su due livelli funzionale contraddistinti dalla presenza di uno o due bilancieri nella mostrina, e omologo nella Marina Militare Italiana del capo di prima e seconda classe.

### Unione Sovietica e Russia
Nelle forze armate della Federazione Russa e in precedenza nelle forze armate sovietiche il livello del ruolo sergenti si articola su quattro livelli:
- Staršiná (russo: Старшина́; traslitterato: Staršiná) omologabile nelle forze armate italiane al sergente maggiore capo dell'Esercito e dell'Aeronautica e al secondo capo scelto della Marina
- sergente maggiore (russo: Ста́рший сержа́нт; translittarato: Stáršij seržánt) o 1° sergente o sergente maggiore, omologabile nelle forze armate italiane al sergente maggiore dell'Esercito e dell'Aeronautica e al secondo capo della Marina
- sergente (russo: Сержа́нт; translittarato: Seržánt) omologabile nelle forze armate italiane al grado di sergente
- sergente inferiore o Aspirante sergente (russo: Мла́дший сержа́нт; translittarato: Mládšij Seržánt) omologabile nelle forze armate italiane alla categoria dei graduati di truppa.

Nella marina russa i gradi di staršina, paragonabili al ruolo sergenti della Marina Militare Italiana, si articolano su quattro livelli, anche se tuttavia il grado più alt0 di Glavnyj korabel'nyj staršina potrebbe essere equiparato ai gradi di capo di terza o seconda classe della Marina Militare:
- Glavnyj staršina korabel'nyj (OR-7)
- Glavnyj staršina (OR-7)
- Staršina 1 stat'i (OR-5)
- Staršina 2 stat'i (OR-4)

Staršiná è stato il grado più alto tra i sottufficiali delle forze armate sovietiche fino al 1972, quando vennero introdotti i gradi di Praporščik e Staršij praporščik, corrispondenti ai Warrant Officer delle forze armate americane.
| Equivalente NATO  | OR-7              | OR-7                              | OR-6                              | OR-6                              | OR-6                              | OR-6                              | OR-6                              | OR-6             | OR-5             | OR-5             | OR-5             | OR-5             | OR-5             | OR-5                               | OR-4                               | OR-4 |
| ----------------- | ----------------- | --------------------------------- | --------------------------------- | --------------------------------- | --------------------------------- | --------------------------------- | --------------------------------- | ---------------- | ---------------- | ---------------- | ---------------- | ---------------- | ---------------- | ---------------------------------- | ---------------------------------- | ---- |
| Russia (bandiera) |                   |                                   |                                   |                                   |                                   |                                   |                                   |                  |                  |                  |                  |                  |                  |                                    |                                    |      |
| старшина́ Staršiná | старшина́ Staršiná | ста́рший сержа́нт sergente maggiore | ста́рший сержа́нт sergente maggiore | ста́рший сержа́нт sergente maggiore | ста́рший сержа́нт sergente maggiore | ста́рший сержа́нт sergente maggiore | ста́рший сержа́нт sergente maggiore | сержа́нт sergente | сержа́нт sergente | сержа́нт sergente | сержа́нт sergente | сержа́нт sergente | сержа́нт sergente | мла́дший сержа́нт sergente inferiore | мла́дший сержа́нт sergente inferiore |      |

| Equivalente NATO  | OR-7              | OR-7                              | OR-6                              | OR-6                              | OR-6                              | OR-6                              | OR-6                              | OR-6             | OR-5             | OR-5             | OR-5             | OR-5             | OR-5             | OR-5                               | OR-4                               | OR-4 |
| ----------------- | ----------------- | --------------------------------- | --------------------------------- | --------------------------------- | --------------------------------- | --------------------------------- | --------------------------------- | ---------------- | ---------------- | ---------------- | ---------------- | ---------------- | ---------------- | ---------------------------------- | ---------------------------------- | ---- |
| Russia (bandiera) |                   |                                   |                                   |                                   |                                   |                                   |                                   |                  |                  |                  |                  |                  |                  |                                    |                                    |      |
| старшина́ Staršiná | старшина́ Staršiná | ста́рший сержа́нт sergente maggiore | ста́рший сержа́нт sergente maggiore | ста́рший сержа́нт sergente maggiore | ста́рший сержа́нт sergente maggiore | ста́рший сержа́нт sergente maggiore | ста́рший сержа́нт sergente maggiore | сержа́нт sergente | сержа́нт sergente | сержа́нт sergente | сержа́нт sergente | сержа́нт sergente | сержа́нт sergente | мла́дший сержа́нт sergente inferiore | мла́дший сержа́нт sergente inferiore |      |

| Equivalente NATO                                          | OR-7                                                      | OR-7                              | OR-6                              | OR-6                              | OR-6                              | OR-6                              | OR-6                              | OR-6                                | OR-5                                | OR-5                                | OR-5                                | OR-5                                | OR-5                                | OR-5                                | OR-4                                | OR-4 |
| --------------------------------------------------------- | --------------------------------------------------------- | --------------------------------- | --------------------------------- | --------------------------------- | --------------------------------- | --------------------------------- | --------------------------------- | ----------------------------------- | ----------------------------------- | ----------------------------------- | ----------------------------------- | ----------------------------------- | ----------------------------------- | ----------------------------------- | ----------------------------------- | ---- |
|                                                           |                                                           |                                   |                                   |                                   |                                   |                                   |                                   |                                     |                                     |                                     |                                     |                                     |                                     |                                     |                                     |      |
| Главный корабельный старшина Glavnyj korabel'nyj staršina | Главный корабельный старшина Glavnyj korabel'nyj staršina | Главный старшина Glavnyj staršina | Главный старшина Glavnyj staršina | Главный старшина Glavnyj staršina | Главный старшина Glavnyj staršina | Главный старшина Glavnyj staršina | Главный старшина Glavnyj staršina | Старшина 1 статьи Staršina 1 stat'i | Старшина 1 статьи Staršina 1 stat'i | Старшина 1 статьи Staršina 1 stat'i | Старшина 1 статьи Staršina 1 stat'i | Старшина 1 статьи Staršina 1 stat'i | Старшина 1 статьи Staršina 1 stat'i | Старшина 2 статьи Staršina 2 stat'i | Старшина 2 статьи Staršina 2 stat'i |      |

### Ucraina
Esercito
| Gradi                                             | Sottufficiali                                   | Sottufficiali                   | Sottufficiali            | Sottufficiali                     | Sottufficiali                   | Sottufficiali   | graduati                         | graduati |
| ------------------------------------------------- | ----------------------------------------------- | ------------------------------- | ------------------------ | --------------------------------- | ------------------------------- | --------------- | -------------------------------- | -------- |
| Ucraina                                           |                                                 |                                 |                          |                                   |                                 |                 |                                  |          |
| Головний майстер-сержант Holovnij majster-seržant | Старший майстер-сержант Stáršij majster-seržant | Майстер-сержант Majster-seržant | Штаб-сержан Štab-seržant | Головний сержант Holovnij-seržant | Старший сержант Stáršij seržant | Сержант Seržánt | Молодший сержант Mládšij seržant |          |

Equivalente dell'Esercito Italiano
- Головний майстер-сержант (Holovnij majster-seržant) - Primo maresciallo
- Старший майстер-сержант (Stáršij majster-seržant) - Maresciallo capo
- Майстер-сержант (Majster-seržant) - Maresciallo ordinario
- Штаб-сержан (Štab-seržant) - Maresciallo
- Головний сержант (Holovnij-seržant) - Sergente maggiore capo
- Старший сержант (Stáršij seržant) - Sergente maggiore
- Сержант (Seržánt) - Sergente
- Молодший сержант (Mládšij seržant) - Caporal maggiore

Aeronautica militare ucraina
| Gradi                                             | Sottufficiali                                   | Sottufficiali                   | Sottufficiali            | Sottufficiali                     | Sottufficiali                   | Sottufficiali   | graduati                         | graduati |
| ------------------------------------------------- | ----------------------------------------------- | ------------------------------- | ------------------------ | --------------------------------- | ------------------------------- | --------------- | -------------------------------- | -------- |
| Ucraina                                           |                                                 |                                 |                          |                                   |                                 |                 |                                  |          |
| Головний майстер-сержант Holovnij majster-seržant | Старший майстер-сержант Stáršij majster-seržant | Майстер-сержант Majster-seržant | Штаб-сержан Štab-seržant | Головний сержант Holovnij-seržant | Старший сержант Stáršij seržant | Сержант Seržánt | Молодший сержант Mládšij seržant |          |

Equivalente dell'Aeronautica Militare Italiana
- Головний майстер-сержант (Holovnij majster-seržant) - Primo maresciallo
- Старший майстер-сержант (Stáršij majster-seržant) - Maresciallo di prima classe
- Майстер-сержант (Majster-seržant) - Maresciallo di seconda classe
- Штаб-сержан (Štab-seržant) - Maresciallo di terza classe
- Головний сержант (Holovnij-seržant) - Sergente maggiore capo
- Старший сержант (Stáršij seržant) - Sergente maggiore
- Сержант (Seržánt) - Sergente
- Молодший сержант (Mládšij seržant) - Primo aviere

Fanteria di marina e Aviazione navale
| Gradi                                             | Sottufficiali                                   | Sottufficiali                   | Sottufficiali            | Sottufficiali                     | Sottufficiali                   | Sottufficiali   | graduati                         | graduati |
| ------------------------------------------------- | ----------------------------------------------- | ------------------------------- | ------------------------ | --------------------------------- | ------------------------------- | --------------- | -------------------------------- | -------- |
| Ucraina                                           |                                                 |                                 |                          |                                   |                                 |                 |                                  |          |
| Головний майстер-сержант Holovnij majster-seržant | Старший майстер-сержант Stáršij majster-seržant | Майстер-сержант Majster-seržant | Штаб-сержан Štab-seržant | Головний сержант Holovnij-seržant | Старший сержант Stáršij seržant | Сержант Seržánt | Молодший сержант Mládšij seržant |          |

Equivalente della Marina Militare Italiana
- Головний майстер-сержант (Holovnij majster-seržant) - primo maresciallo
- Старший майстер-сержант (Stáršij majster-seržant) - Capo di prima classe
- Майстер-сержант (Majster-seržant) - Capo di seconda classe
- Штаб-сержант (Štab seržant) - Capo di terza classe
- Головний сержант (Holovnij-seržant) - Secondo capo scelto
- Старший сержант (Stáršij seržant) - Secondo capo
- Сержант (Seržánt - Sergente)
- Молодший сержант (Mládšij seržant) - sottocapo

### Spagna e america latina

#### Spagna
Nelle forze armate spagnole il ruolo sergenti è articolato su due livelli: Sargento e Sargento primero corrispondenti al grado di sergente nelle forze armate italiane e sergente maggiore dell'Esercito Italiano e dell'Aeronautica Militare Italiana e ai gradi di sergente e di secondo capo della Marina Militare Italiana.

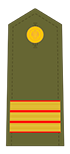
Sargento dell'Ejército.
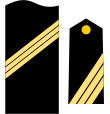
Sargento della Armada.
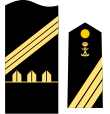
Sargento Infantería de Marina.
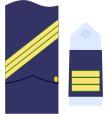
Sargento del Ejército del Aire.
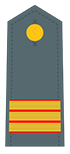
Sargento della Guardia Civil.

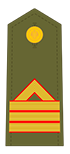
Sargento primero dell'Ejército.
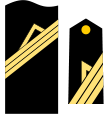
Sargento primero della Armada.
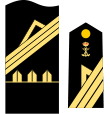
Sargento primero Infantería de Marina.
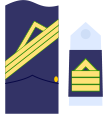
Sargento primero del Ejército del Aire.
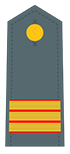
Sargento primero della Guardia Civil.

#### Argentina
Nelle forze armate argentine i gradi dei sottufficiali si suddividono in Suboficiales subalternos e Suboficiales superiores. Il grado di sergente è presente solamente nell'Esercito. Il sergente (spagnolo: Sargento; abbreviato: SG) fa parte dei Suboficiales subalternos, paragonabili a sergenti e graduati di truppa delle forze armate italiane, mentre Primo sergente (spagnolo: Sargento primero; abbreviato: SI) e Sergente aiutante (spagnolo: Sargento ayudante; abbreviato: SA) fanno parte dei Suboficiales superiores paragonabili al ruolo marescialli delle forze armate italiane.
Nella Marina e nell'Aeronautica Militare Argentina l'omologo del sergente è Cabo principal (abbreviato: CP), mentre l'omologo del Sargento primero, nella Marina Argentina è Suboficial segundo (abbreviato: SS) e nell'Aeronautica Militare Argentina Suboficial auxiliar (abbreviato: SX) e l'omologo del Sargento ayudante è nella Marina Argentina Suboficial primero (abbreviato: SI) e nell'Aeronautica Militare Argentina Suboficial ayudante (abbreviato: SA).
| Ejército Argentino       | Ejército Argentino      | Ejército Argentino      |
| Suboficiales subalternos | Suboficiales superiores | Suboficiales superiores |
| ------------------------ | ----------------------- | ----------------------- |
| Sargento (SG)            | Sargento primero (SI)   | Sargento ayudante (SA)  |
| Equivalente NATO         |                         |                         |
| OR-5                     | OR-6                    | OR-7                    |

#### Cile
Nell'Ejército de Chile e nei Carabineros, dal grado di Cabo primero si raggiunge il grado di Sargento 2° (SG2º) e dopo sei anni di permanenza minima nel grado si può raggiungere il gradi di Sargento 1° (SG1º) con il quale è possibile comandare una sezione o un plotone di 30 uomini. Nella Armada la permanenza minima nel grado di Sargento 2° (SG2º) per raggiungere il grado di Sargento 1° (SG1º) è cinque anni.
| Rango      | Ejército de Chile | Armada de Chile | Fuerza Aérea de Chile | Carabineros de Chile |  |
| ---------- | ----------------- | --------------- | --------------------- | -------------------- |  |
| Suboficial | Sargento 1°       | Sargento 1°     | Sargento 1°           | Sargento 1°          |  |
|            | Sargento 2°       | Sargento 2°     | Sargento 2°           | Sargento 2°          |  |

### Peru
Nelle forze armate peruviane esistono due livelli di sergenti: Sargento primero e Sargento segundo.
| Rango               | Sergenti         | Sergenti         |
| ------------------- | ---------------- | ---------------- |
| Distintivo di grado |                  |                  |
| Grado               | Sargento primero | Sargento segundo |

### Svizzera
(IT)  sergente;
(FR)  Sergent;
(DE)  Wachtmeister.
Nell'esercito svizzero, il sergente (abbreviato sgt) è il secondo grado dei sottufficiali e può essere ottenuto nei seguenti modi:
- un capogruppo (comanda un gruppo formato da soldati);
- un aspirante furiere o sergente maggiore capo o sergente maggiore.

Prima della riforma dell'esercito (1º gennaio 2004) questo era il grado attribuito all'attuale sergente capo (cioè ad un rimpiazzante capo sezione) o ad un sostituto sergente maggiore d'unità (l'attuale sergente maggiore capo).

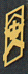
Distintivo vecchio
Distintivo attualmente in uso

### Stati Uniti

#### Distintivi di grado di sergente dello US Army
| Distintivo    | |                                                              |                                                 |                                    |                                 |                                 |                                                 |                                  |                     |  |  |  |  |
| Grado         | Senior Enlisted Advisor to the Chairman (Sottufficiale consigliere del Capo dello stato maggiore congiunto) | Sergeant Major of the Army (Sergente Maggiore dell'esercito) | Command Sergeant Major (Sergente maggiore capo) | Sergeant Major (Sergente Maggiore) | First Sergeant (Primo Sergente) | Master Sergeant (Sergente Capo) | Sergeant First Class (Sergente di prima classe) | Staff Sergeant (Sergente scelto) | Sergeant (Sergente) |  |  |  |  |
| Abbreviazione | SEAC | SMA                                                          | CSM                                             | SGM                                | 1SG                             | MSG                             | SFC                                             | SSG                              | SGT                 |  |  |  |  |

#### Distintivi di grado di sergente della US Air Force
| Codice USA | E-10 | E-9                                                                            | E-9                                                    | E-9                                        | E-9                                        | E-8                                                  | E-8                                                  | E-7                              | E-7                              | E-6                                   | E-5                              |
| Codice NATO | OR-9 | OR-9                                                                           | OR-9                                                   | OR-9                                       | OR-9                                       | OR-8                                                 | OR-8                                                 | OR-7                             | OR-7                             | OR-6                                  | OR-5                             |
| --- | --- | ------------------------------------------------------------------------------ | ------------------------------------------------------ | ------------------------------------------ | ------------------------------------------ | ---------------------------------------------------- | ---------------------------------------------------- | -------------------------------- | -------------------------------- | ------------------------------------- | -------------------------------- |
| Distintivo di grado | |                                                                                |                                                        |                                            |                                            |                                                      |                                                      |                                  |                                  |                                       |                                  |
| Grado | Senior Enlisted Advisor to the Chairman (Sottufficiale consigliere del Capo dello stato maggiore congiunto) | Chief master sergeant of the Air Force (sergente maggiore capo dell'Aviazione) | Command chief master sergeant (Sergente maggiore capo) | Chief master sergeant1 (Sergente maggiore) | Chief master sergeant1 (Sergente maggiore) | Senior master sergeant1 (sergente capo di 1ª classe) | Senior master sergeant1 (sergente capo di 1ª classe) | Master sergeant1 (sergente capo) | Master sergeant1 (sergente capo) | Technical sergeant (sergente tecnico) | Staff sergeant (sergente scelto) |
| Abbreviazione | SEAC | CMSAF                                                                          | CCM                                                    | CMSgt                                      | CMSgt                                      | SMSgt                                                | SMSgt                                                | MSgt                             | MSgt                             | TSgt                                  | SSgt                             |
| 1 I gradi di Master sergeant, Senior master sergeant, Chief master sergeant presentano anche una versione First sergeant (primo sergente), segnalata da un rombo al centro dello stemma. Non è un grado a sé stante, ma contraddistingue i sottufficiali a cui sono assegnati addizionali compiti e responsabilità. | |                                                                                |                                                        |                                            |                                            |                                                      |                                                      |                                  |                                  |                                       |                                  |

#### Distintivi di grado di sergente dello US Marine Corps
| colletto distintivo di grado presente solo sulla manica sinistra |                                                                              |                                    |                                                          |                                 |                                    |                                           |                                  |                     |
| Grado | Sergeant major of the Marine Corps (sergente maggiore del Corpo dei Marine)1 | Sergeant major (sergente maggiore) | Master gunnery sergeant (sergente maestro d'artiglieria) | First sergeant (primo sergente) | Master sergeant (sergente maestro) | Gunnery sergeant (sergente d'artiglieria) | Staff sergeant (sergente scelto) | Sergeant (sergente) |
| abbreviazione | SgtMajMarCor                                                                 | SgtMaj                             | MGySgt                                                   | 1stSgt                          | MSgt                               | GySgt                                     | SSgt                             | Sgt                 |
| 1 Sebbene il singolo MCPOCG in servizio sia ufficialmente un E-9, assolvendo incarichi particolari e percependo indennità speciali, il suo livello di retribuzione è a volte ufficiosamente (e quindi erroneamente) chiamato "E-10". |                                                                              |                                    |                                                          |                                 |                                    |                                           |                                  |                     |

### Turchia
Nelle forze armate turche il grado corrispondente è Çavuş ed è comune a Esercito, Marina ed aeronautica; il grado immediatamente superiore è Uzman Çavuş letteralmente sergente esperto o specialista ed entrambi fanno parte dei graduati. Il primo grado dei sergenti appartenente ai sottufficiali è Astsubay Çavuş letteralmente sottufficiale sergente.
| Turchia | Astsubay Bıdemli Başçavuş | Astsubay Başçavuş | Astsubay Kıdemli Üstçavuş | Astsubay Üstçavuş | Astsubay Kıdemli Çavuş | Astsubay Çavuş | Uzman Çavuş | Çavuş |

| Turchia | Astsubay Kıdemli Başçavuş | Astsubay Başçavuş | Astsubay Kıdemli Üstçavuş | Astsubay Üstçavuş | Astsubay Kıdemli Çavuş | Astsubay Çavuş | Uzman Çavuş | Çavuş |

| Turchia | Astsubay Bıdemli Başçavuş | Astsubay Başçavuş | Astsubay Kıdemli Üstçavuş | Astsubay Üstçavuş | Astsubay Kıdemli Çavuş | Astsubay Çavuş | Uzman Çavuş |

### Venezuela
Nella Fuerza Armada Nacional Bolivariana del Venezuela i sottufficiali sono denominati sergenti. I gradi di sargento segundo e sargento primero sono comparabili al sergente e al sergente maggiore dell'Esercito e dell'Aeronautica Militare Italiana e al sergente e al secondo capo della Marina Militare; i gradi di sargento mayor de tercera, sargento mayor de segunda e sargento mayor de primera sono omologabili rispettivamente al maresciallo, al maresciallo ordinario e al maresciallo capo dell'Esercito Italiano, al maresciallo di terza di seconda e di prima classe dell'Aeronautica Militare Italiana e al capo di terza, di seconda e di prima classe della Marina Militare, mentre e i gradi di sargento ayudante e di sargento supervisor sono equiparabili al primo maresciallo e al luogotenente delle forze armate italiane.
Ejército Nacional de la República Bolivariana de Venezuela
| Sargento-Supervisor | Sargento-Ayudante | Sargento-Mayor1ra         | Sargento-Mayor2da         | Sargento-Mayor3ra         | Sargento-1ro     | Sargento-2do     |
| Sargento supervisor | Sargento ayudante | Sargento mayor de primera | Sargento mayor de segunda | Sargento mayor de tercera | Sargento primero | Sargento segundo |
| SS                  | SA                | SM1ra                     | SM2da                     | SM3ra                     | S1ra             | S2do             |

Armada Bolivariana
|                     |                   |                           |                           |                           |                  |                  |
| Sargento supervisor | Sargento ayudante | Sargento mayor de primera | Sargento mayor de segunda | Sargento mayor de tercera | Sargento primero | Sargento segundo |
| SS                  | SA                | SM1ra                     | SM2da                     | SM3ra                     | S1ra             | S2do             |

Aviación Militar Nacional Bolivariana
| AvSargento-Supervisor | AvSargento-Ayudante | AvSargento-Mayor1ra       | AvSargento-Mayor2da       | AvSargento-Mayor3ra       | AvSargento-1ro   | AvSargento-2do   |
| Sargento supervisor   | Sargento ayudante   | Sargento mayor de primera | Sargento mayor de segunda | Sargento mayor de tercera | Sargento primero | Sargento segundo |
| SS                    | SA                  | SM1ra                     | SM2da                     | SM3ra                     | S1ra             | S2do             |